# Templo de San Antonio Panzacola
El templo de San Antonio Panzacola es una iglesia que se encuentra en la Ciudad de México, en la esquina de la avenida Universidad y Francisco Sosa, anteriormente llamada Calle Rea, ya que era el camino que comunicaba a los pueblos, entonces relativamente cercanos, de San Ángel y Coyoacán.
Su arquitectura es de estilo barroco y en su interior se puede apreciar un retablo tallado y una bóveda catalana.

## Ubicación
El templo de Panzacola está junto al puente de piedra llamado Puente de Altillo, sobre el río Magdalena, el cual se extiende por 28 kilómetros desde la sierra de las Cruces -al sur poniente de la ciudad- hasta integrarse al Río Churubusco. La fecha de su construcción es indeterminada, situándola desde los siglos XVI al XVIII. Xavier Moyssén tiene como hipótesis su construcción en el siglo XVIII como su más probable fecha de construcción dado que cita como fuente un mapa de 1750 realizado por el teniente corregidor Carlos Casuso, mismo que no registra el templo. La hipótesis es reforzada por el hecho que la estructura adyacente, el Puente de San Antonio de Panzacola, fue concluido en febrero de 1763.
Hacia 1861 el paisajista Eugenio Landesio hizo un famoso óleo sobre tela en el que muestra el puente, el templo y el río Magdalena, en una escena cotidiana de la que forman parte un jinete, mujeres lavando ropa y otras personas. Landesio pintó la escena en temporada de secas, por la descripción que escribió Manuel Payno en su novela Los bandidos de Río Fríoː

Antes de llegar al pueblo de San Ángel se encuentra un río poco caudaloso en las secas, pero bien surtido de agua en la estación de las lluvias, la más de las veces cristalina, y ruidoso por su lecho de piedras sueltas y redondas, con sus orillas siempre tapizadas de flores silvestres amarillas, rojas y azules.
Manuel Payno

Por su parte, el entonces cronista de la ciudad, Salvador Novo, dedicó unas palabras a describir la zona en su Guía de la Ciudad de México, escrita en 1968ː

En la esquina misma de la avenida Universidad -el punto llamado Panzacola- sobrevive aislada, al lado de un puente, la pequeña capilla de San Antonio, del siglo XVII...
Salvador Novo

El templo fue declarado monumento nacional el 10 de abril de 1932. Fue inscrito dentro de la Zona de Monumentos Históricos en la Delegación Coyoacán el 20 de diciembre de 1990.
Hoy avenida Universidad es una arteria muy transitada y el templo se encuentra muy cerca de la estación Miguel Ángel de Quevedo del Metro de la Ciudad de México.

## Leyendas sobre su construcción
Hay dos versiones sobre quién la mandó construir.
- Las guías de turistas que hay en Internet afirman que fue Pedro de Alvarado, siendo esto imposible ya que según el INAH un mapa hecho en 1750 no la consigna como construida.[1]
- Una segunda versión dice que por el lugar, en la Colonia, vivía una familia de contrabandistas y que un día llegó la autoridad a detenerlos, pero ellos prometieron a Antonio de Padua que si los libraba de la cárcel le construirían una iglesia. Las autoridades registraron la casa, pero no vieron la mercancía. En agradecimiento, la familia cumplió su promesa y construyó el templo. Tal vez esta leyenda tenga alguna base, porque la construcción data de finales del siglo XVII o principios del siglo XVIII, como muchos de los inmuebles del centro histórico de Coyoacán.[cita requerida]

## Galería

Puente de Panzacola, óleo de Eugenio Landesio
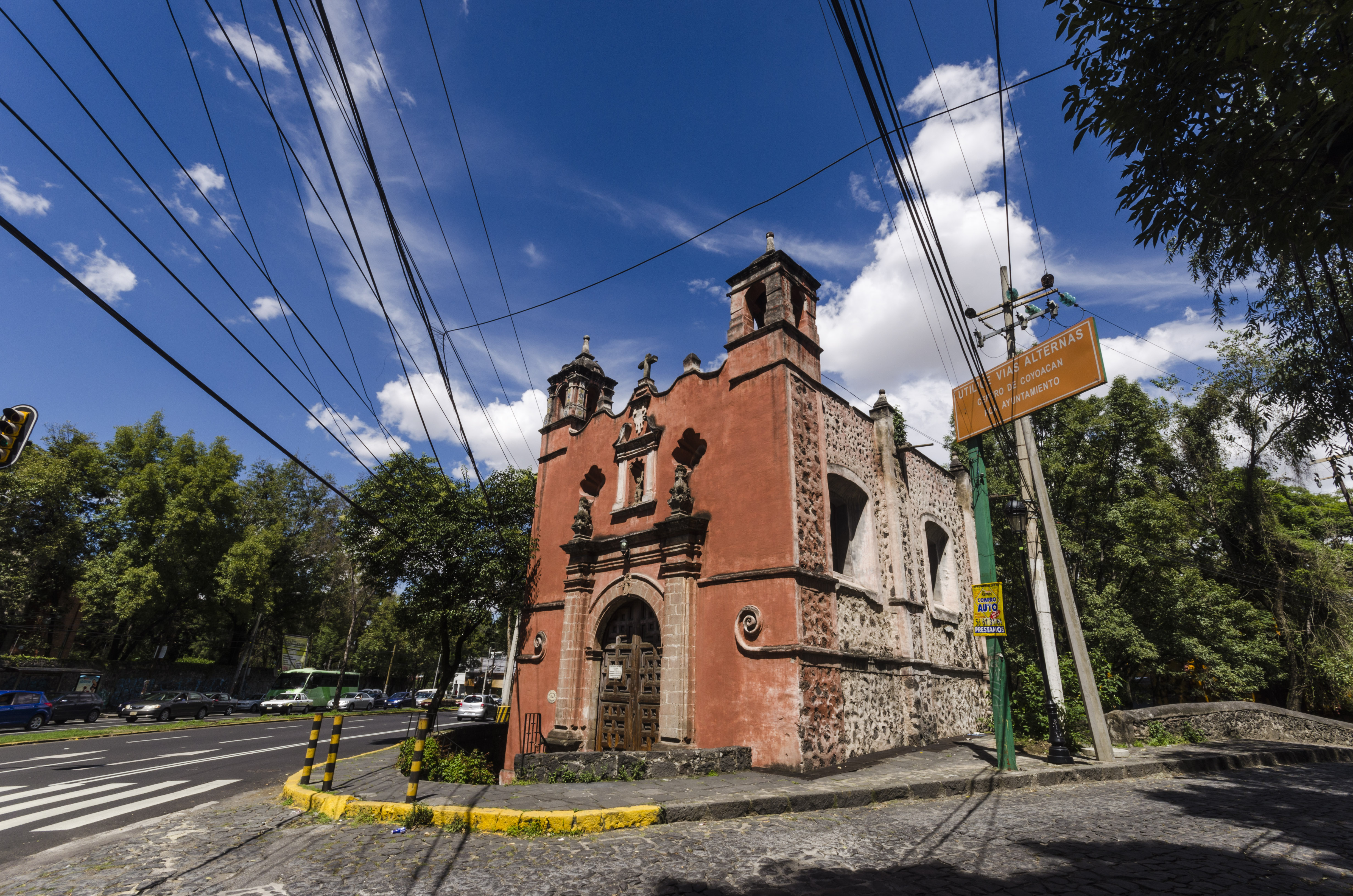
Panzacola de día
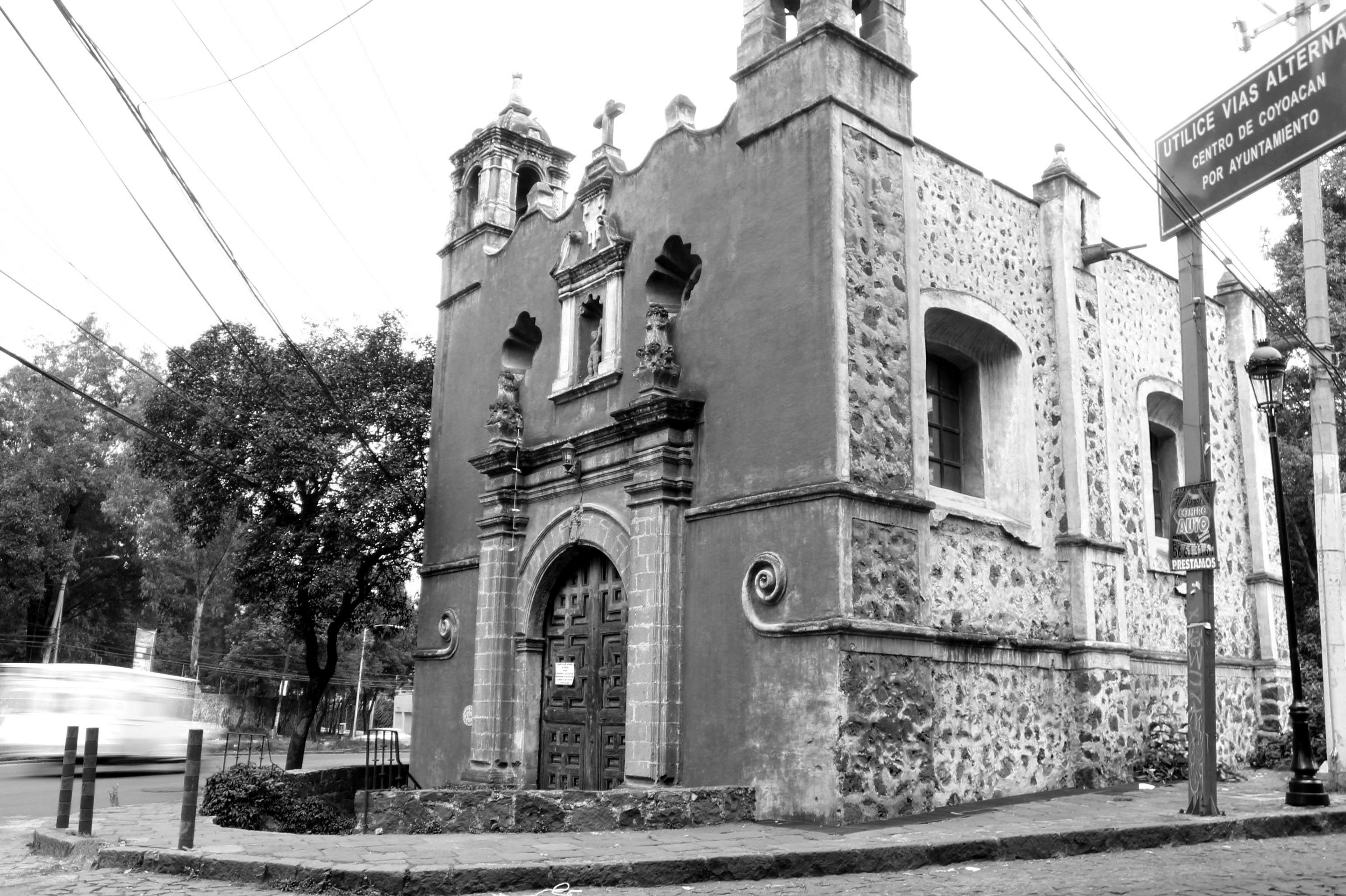
Panzacola en blanco y negro
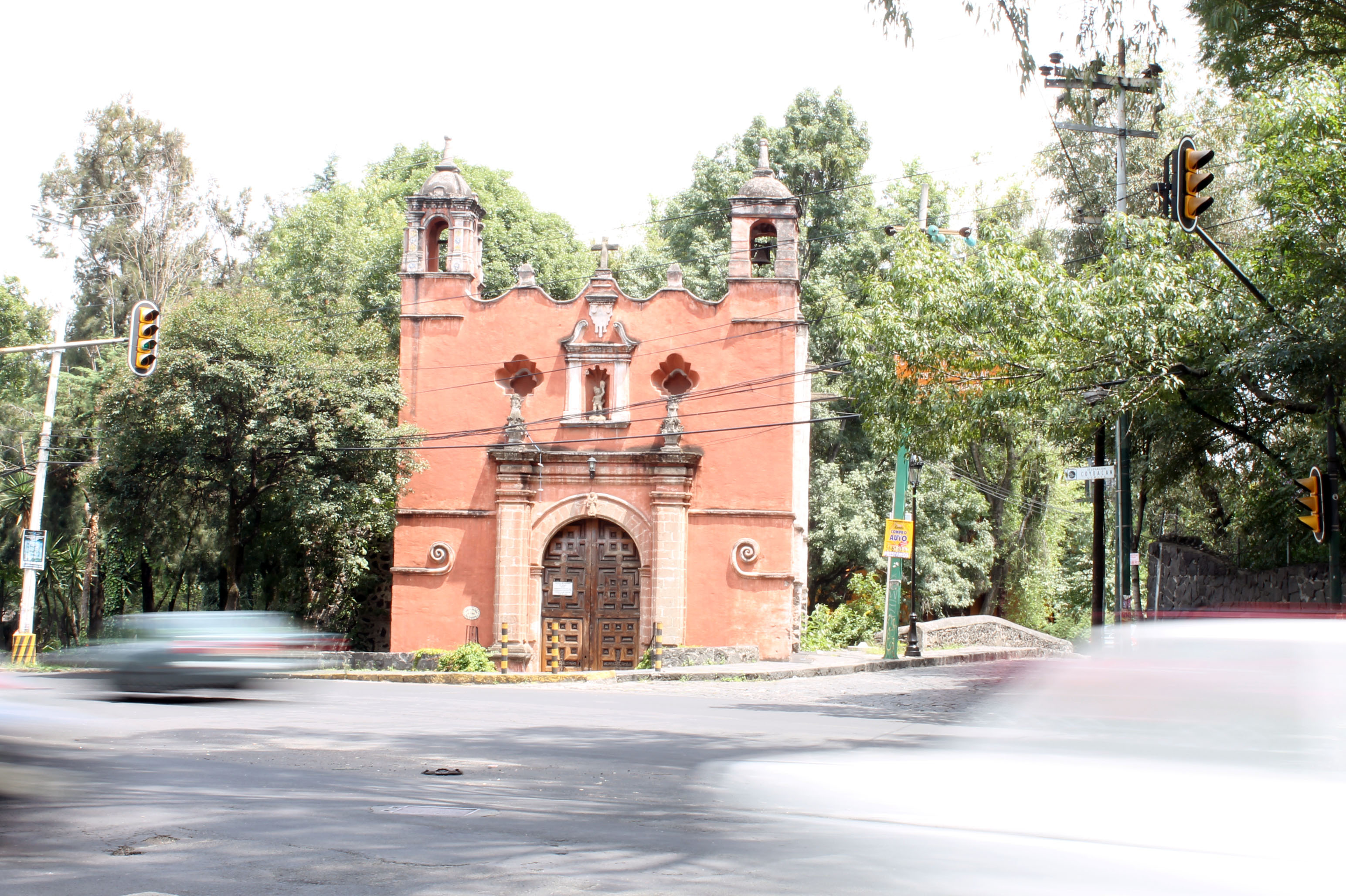
Fachada de Panzacola
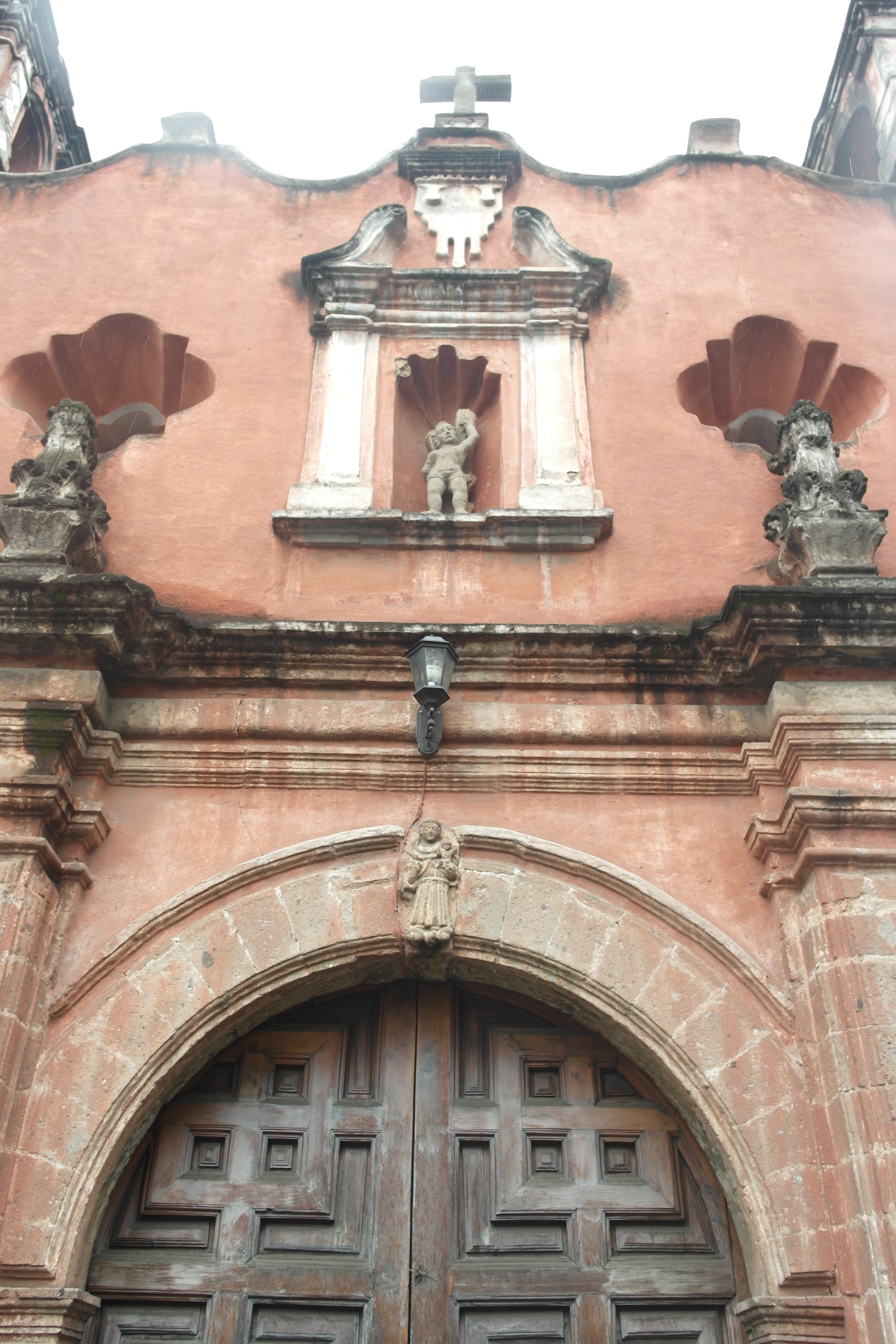
Detalle de la fachada
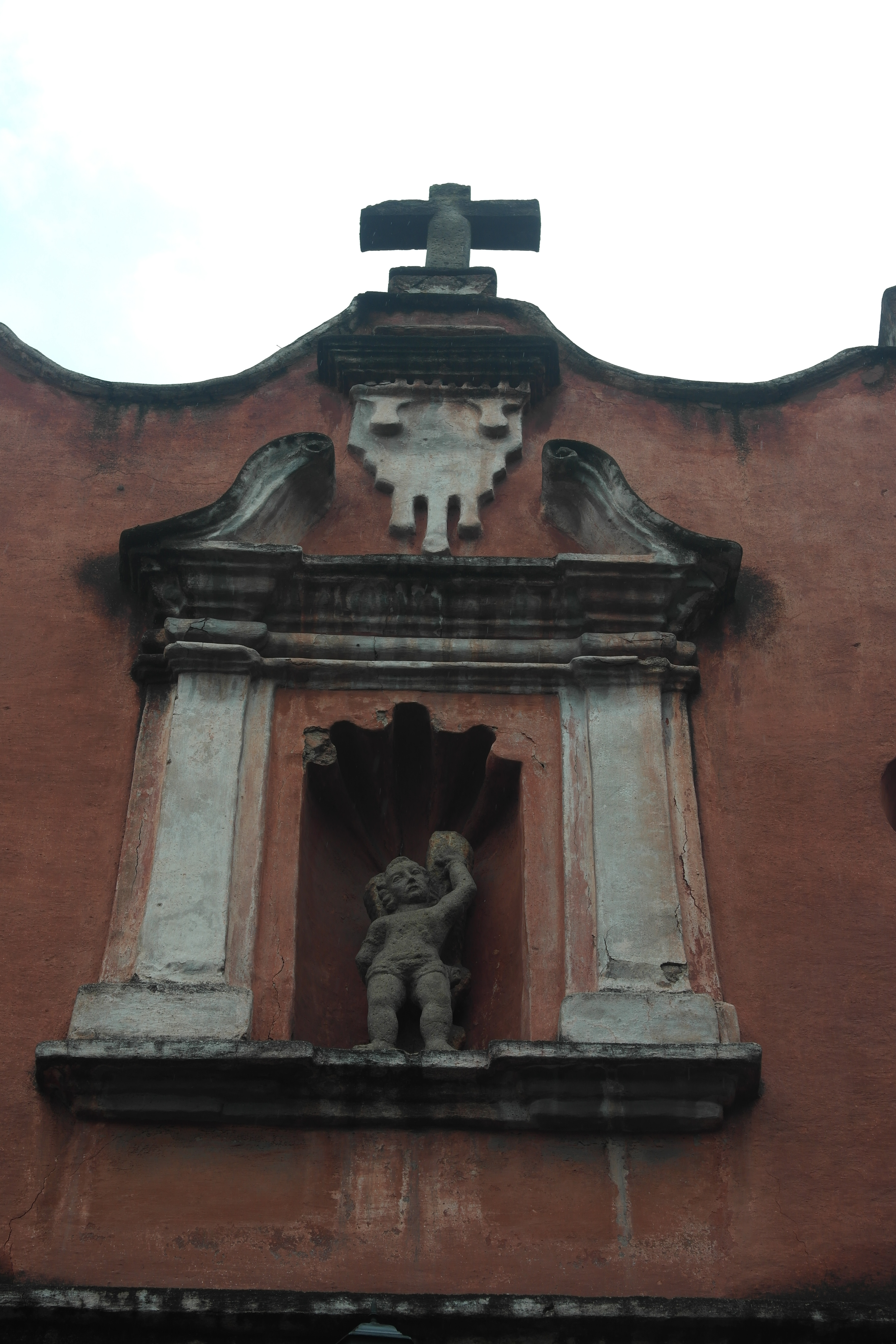
Detalle de la fachada
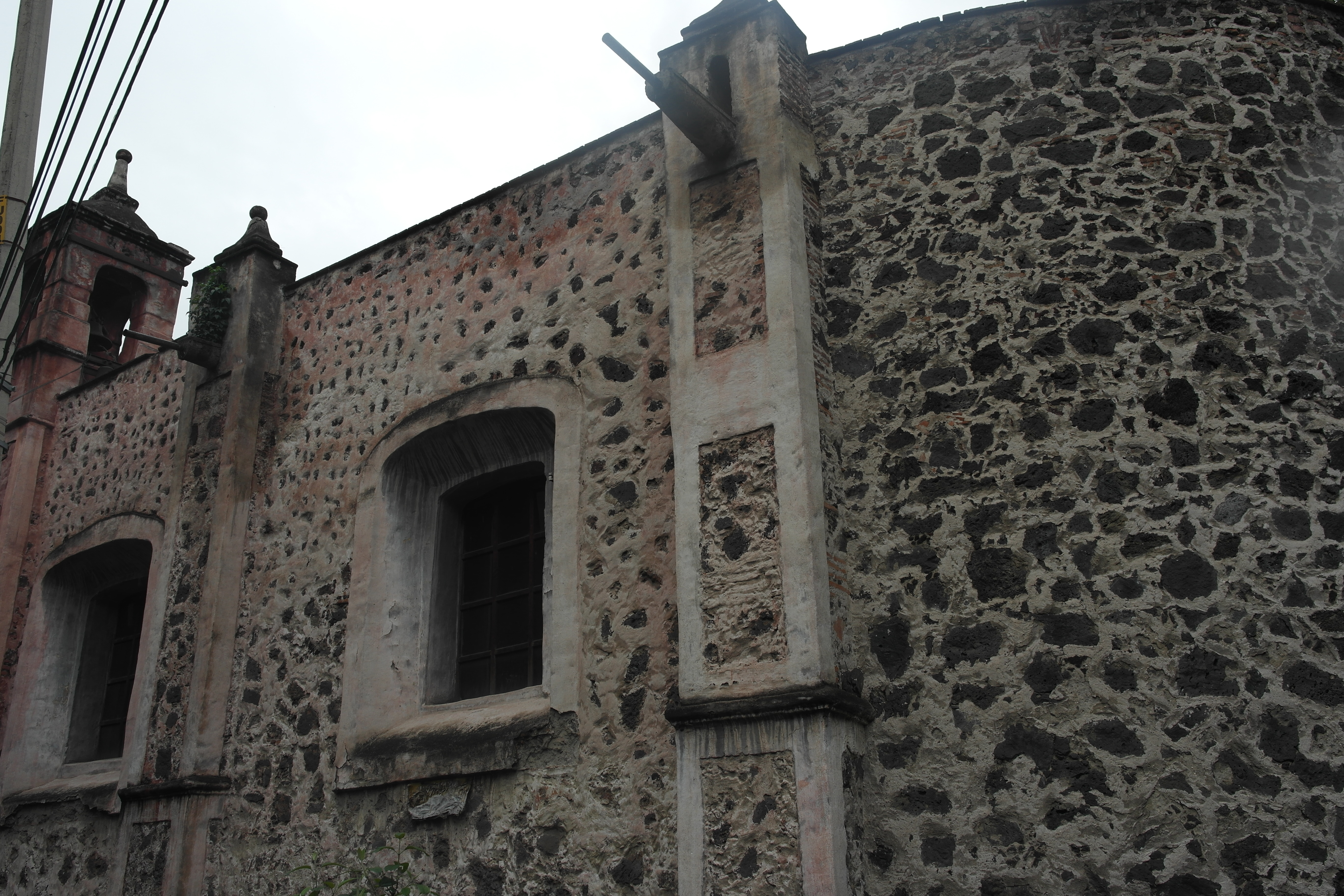
Costado de la iglesia desde el puente